# José Hernández Arbeláez
José Hernández Arbeláez (2 de febrero de 1902,  Rionegro, Antioquia - 26 de octubre de 1965, Bogotá, Colombia) fue un abogado y jurista colombiano, presidente de la Corte Suprema de Justicia de Colombia en dos períodos.

## Reseña biográfica
José Hernández Arbeláez nació el 2 de febrero de 1902 en el hogar del médico rionegrero Juan Francisco Hernández Uribe y María Luisa Arbeláez Gómez. Su abuelo, el médico Sinforiano Hernández Carvajal, fue presidente del Estado Soberano de Antioquia en el año de 1846. Hizo sus primeros estudios en el colegio de Rionegro, pero los terminó en el colegio de San Ignacio de Medellín. Posteriormente, se trasladó a Bogotá para realizar sus estudios de derecho en la Universidad Nacional de Colombia, de donde se graduó en 1925, a los 23 años.
Durante más de treinta años fue profesor universitario, dictando las cátedras de derecho romano, derecho comercial y legislación bancaria en la  Universidad del Rosario y en la Universidad Nacional, donde fue decano durante dos años.  Igualmente se desempeñó como Superintendente Bancario y Subgerente del Banco de Bogotá. Contrajo matrimonio con Helena Sáenz Arbeláez, con quien tuvo tres hijos: Juan Francisco, Alberto y Luis Hernández Sáenz.

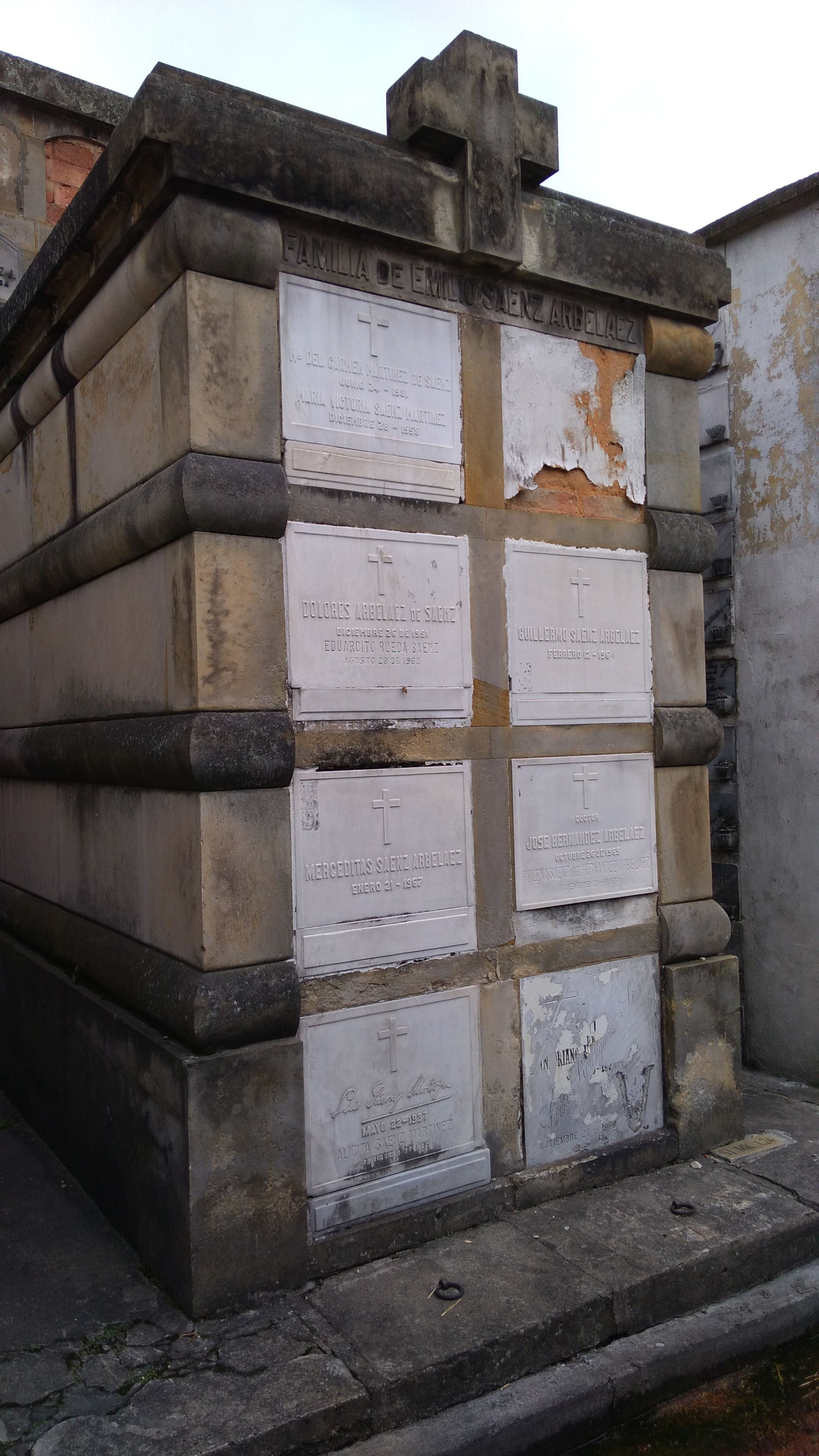
Mausoleo de la familia de Emilio Sáenz Arbeláez en el Cementerio Central de Bogotá, donde yacen los restos de José Hernández Arbeláez.

En 1955 fue elegido como magistrado de la Corte Suprema de Justicia en un período cuya rectitud y probidad en la tarea de aministrar la justicia del país los hizo merecedores de ser conocidos como la Corte Admirable. Hicieron parte de este mismo grupo juristas como Darío Echandía, Eduardo Rodríguez Piñeres, Luis Felipe Latorre, Antonio Rocha, Alberto Zuleta Ángel y Carlos Arango Vélez. Igualmente, se convirtió en presidente de esta institución en 1959, y posteriormente en 1965. 
José Hernández falleció el 26 de octubre de 1965 a causa de un accidente cerebrovascular, que lo arrojó contra su escritorio en la oficina de la presidencia de la Corte Suprema, ubicada en el edificio del actual Museo Casa de la Moneda, provocándole un traumatismo craneoencefálico. El gobierno nacional deploró el fallecimiento de Hernández, y celebró un funeral de estado en la Catedral Primada de Colombia. Con el propósito de honrar su memoria, el Congreso de la República decretó la Ley 45 de 1975, mediante la cual obligaba a colgar un retrato al óleo de Hernández Arbeláez en una sala de la Corte Suprema. Sus restos fueron sepultados en el Cementerio Central de Bogotá, donde se conservan hasta el presente.
En el año 2003, la Universidad Jorge Tadeo Lozano publicó un libro que recopila sus mejores sentencias.  El Palacio de Justicia de su ciudad natal de Rionegro fue nombrado en su honor. 